# 10607 Amandahatton
10607 Amandahatton (1996 VQ6) là một tiểu hành tinh vành đai chính được phát hiện ngày 13 tháng 11 năm 1996, bởi Paul G. Comba ở Prescott.